# 1389 год
1389 (ты́сяча три́ста во́семьдесят девя́тый) год  по юлианскому календарю — невисокосный год, начинающийся в пятницу. Это 1389 год нашей эры, 9‑й год 9‑го десятилетия XIV века 2‑го тысячелетия, 10‑й год 1380‑х годов. Он закончился 636 лет назад.
| Пн | Вт | Ср | Чт | Пт | Сб | Вс |
|    |    |    |    | 1  | 2  | 3  |
| 4  | 5  | 6  | 7  | 8  | 9  | 10 |
| 11 | 12 | 13 | 14 | 15 | 16 | 17 |
| 18 | 19 | 20 | 21 | 22 | 23 | 24 |
| 25 | 26 | 27 | 28 | 29 | 30 | 31 |

| Пн | Вт | Ср | Чт | Пт | Сб | Вс |
| 1  | 2  | 3  | 4  | 5  | 6  | 7  |
| 8  | 9  | 10 | 11 | 12 | 13 | 14 |
| 15 | 16 | 17 | 18 | 19 | 20 | 21 |
| 22 | 23 | 24 | 25 | 26 | 27 | 28 |

| Пн | Вт | Ср | Чт | Пт | Сб | Вс |
| 1  | 2  | 3  | 4  | 5  | 6  | 7  |
| 8  | 9  | 10 | 11 | 12 | 13 | 14 |
| 15 | 16 | 17 | 18 | 19 | 20 | 21 |
| 22 | 23 | 24 | 25 | 26 | 27 | 28 |
| 29 | 30 | 31 |    |    |    |    |

| Пн | Вт | Ср | Чт | Пт | Сб | Вс |
|    |    |    | 1  | 2  | 3  | 4  |
| 5  | 6  | 7  | 8  | 9  | 10 | 11 |
| 12 | 13 | 14 | 15 | 16 | 17 | 18 |
| 19 | 20 | 21 | 22 | 23 | 24 | 25 |
| 26 | 27 | 28 | 29 | 30 |    |    |

| Пн | Вт | Ср | Чт | Пт | Сб | Вс |
|    |    |    |    |    | 1  | 2  |
| 3  | 4  | 5  | 6  | 7  | 8  | 9  |
| 10 | 11 | 12 | 13 | 14 | 15 | 16 |
| 17 | 18 | 19 | 20 | 21 | 22 | 23 |
| 24 | 25 | 26 | 27 | 28 | 29 | 30 |
| 31 |    |    |    |    |    |    |

| Пн | Вт | Ср | Чт | Пт | Сб | Вс |
|    | 1  | 2  | 3  | 4  | 5  | 6  |
| 7  | 8  | 9  | 10 | 11 | 12 | 13 |
| 14 | 15 | 16 | 17 | 18 | 19 | 20 |
| 21 | 22 | 23 | 24 | 25 | 26 | 27 |
| 28 | 29 | 30 |    |    |    |    |

| Пн | Вт | Ср | Чт | Пт | Сб | Вс |
|    |    |    | 1  | 2  | 3  | 4  |
| 5  | 6  | 7  | 8  | 9  | 10 | 11 |
| 12 | 13 | 14 | 15 | 16 | 17 | 18 |
| 19 | 20 | 21 | 22 | 23 | 24 | 25 |
| 26 | 27 | 28 | 29 | 30 | 31 |    |

| Пн | Вт | Ср | Чт | Пт | Сб | Вс |
|    |    |    |    |    |    | 1  |
| 2  | 3  | 4  | 5  | 6  | 7  | 8  |
| 9  | 10 | 11 | 12 | 13 | 14 | 15 |
| 16 | 17 | 18 | 19 | 20 | 21 | 22 |
| 23 | 24 | 25 | 26 | 27 | 28 | 29 |
| 30 | 31 |    |    |    |    |    |

| Пн | Вт | Ср | Чт | Пт | Сб | Вс |
|    |    | 1  | 2  | 3  | 4  | 5  |
| 6  | 7  | 8  | 9  | 10 | 11 | 12 |
| 13 | 14 | 15 | 16 | 17 | 18 | 19 |
| 20 | 21 | 22 | 23 | 24 | 25 | 26 |
| 27 | 28 | 29 | 30 |    |    |    |

| Пн | Вт | Ср | Чт | Пт | Сб | Вс |
|    |    |    |    | 1  | 2  | 3  |
| 4  | 5  | 6  | 7  | 8  | 9  | 10 |
| 11 | 12 | 13 | 14 | 15 | 16 | 17 |
| 18 | 19 | 20 | 21 | 22 | 23 | 24 |
| 25 | 26 | 27 | 28 | 29 | 30 | 31 |

| Пн | Вт | Ср | Чт | Пт | Сб | Вс |
| 1  | 2  | 3  | 4  | 5  | 6  | 7  |
| 8  | 9  | 10 | 11 | 12 | 13 | 14 |
| 15 | 16 | 17 | 18 | 19 | 20 | 21 |
| 22 | 23 | 24 | 25 | 26 | 27 | 28 |
| 29 | 30 |    |    |    |    |    |

| Пн | Вт | Ср | Чт | Пт | Сб | Вс |
|    |    | 1  | 2  | 3  | 4  | 5  |
| 6  | 7  | 8  | 9  | 10 | 11 | 12 |
| 13 | 14 | 15 | 16 | 17 | 18 | 19 |
| 20 | 21 | 22 | 23 | 24 | 25 | 26 |
| 27 | 28 | 29 | 30 | 31 |    |    |

## События

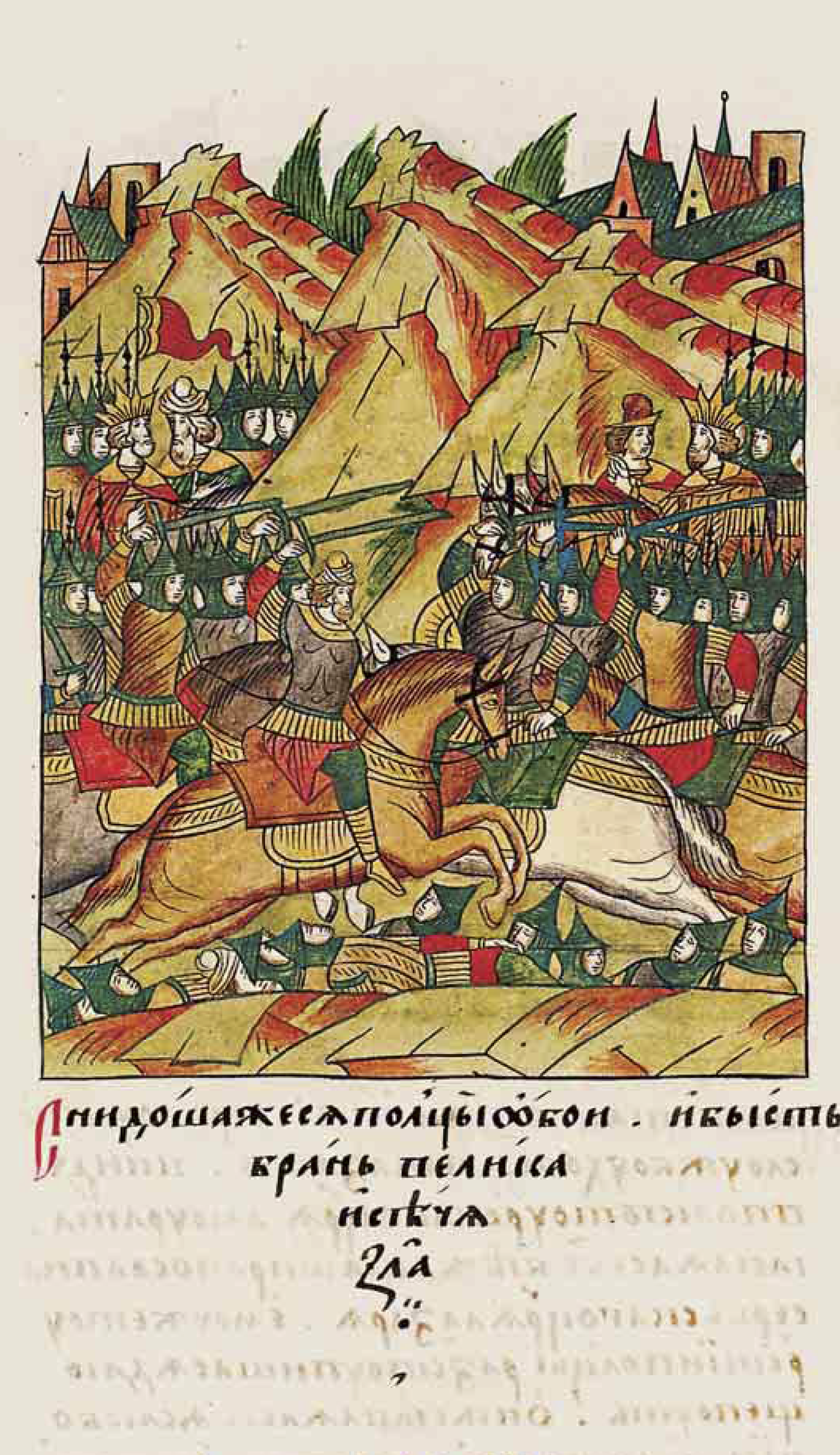
Битва на Косовом поле. Миниатюра из Лицевого летописного свода Ивана Грозного

- 1350—1490 — Борьба <<трески>> и <<крючков>>. Серия внутренних военных конфликтов, в основном, вокруг титула графа Голландии[1].
- 1369—1389 — закончилась Каролинская война. Второй этап Столетней войны (1337-1453)[2].
- 1385—1424 — Сорокалетняя война на территории современной Мьянмы между мьянманским государством Ава и монским государством Хантавади[3].
- 1386—1404 — Вторжения Тамерлана в Грузию[4].
- 1387—1389 — закончилась Война городов. Вооружённый конфликт между Швабским союзом городов и германской феодальной знатью[5].
- 1389—1392 — началась вторая гражданская война в Великом княжестве Литовском Ягайло с двоюродным братом Витовтом, сыном Кейстута[6][7].
- 1388—1394 — Война за Аргос и Нафплион. Вооружённый конфликт между Морейским деспотатом (автономной провинцией Византийской империи на Пелопоннесе) в союзе с Афинским герцогством, с одной стороны, и Венецианской республикой и наёмниками Наваррской кампании (с 1389 года) — с другой[8].
- 1388—1395 — война Тимура с Тохтамышем. Практически все историки отмечают, что эта война для Золотой Орды была роковой[9].
- Май — Эгерский союз мира. По требованию государственных чинов и сословий король Венцель Люксембург выступил защитником правопорядка и государственного благоустройства, и на рейхстаге в Эгере все частные союзы и коалиции были ещё раз запрещены и вместо них учреждён общий Союз мира, в состав которого вошли Швабия, Бавария, Франкония и Гессен, Тюрингия и верхнерейнские города.
- 15 июня (23 июня нового стиля, но принято отмечать 28 июня) — Битва на Косовом поле между Сербией (армией сербов, болгар, боснийцев и хорватов) и Турцией. Сербская армия потерпела поражение, её предводитель, князь Лазарь — убит; в битве пал и турецкий султан Мурад I (убитый Милошем Обиличем)[10].
- В личной унии во главе с королевой Маргаритой Датской оказываются все скандинавские королевства.

### ВКЛ
- 1389—1392 — началась гражданская война в Великом княжестве Литовском[11].
- 1388—1392 — война Ягайло с двоюродным братом Витовтом, сыном Кейстута[6].
- Ягайло своим привилеем дополнил и определил права католической церкви в ВКЛ[6].

## Русь
Правление: 1363—1389 — Дмитрий Иванович Донской и 1389—1425 — Василий I Дмитриевич (с мая)

### Правление Дмитрия Донского

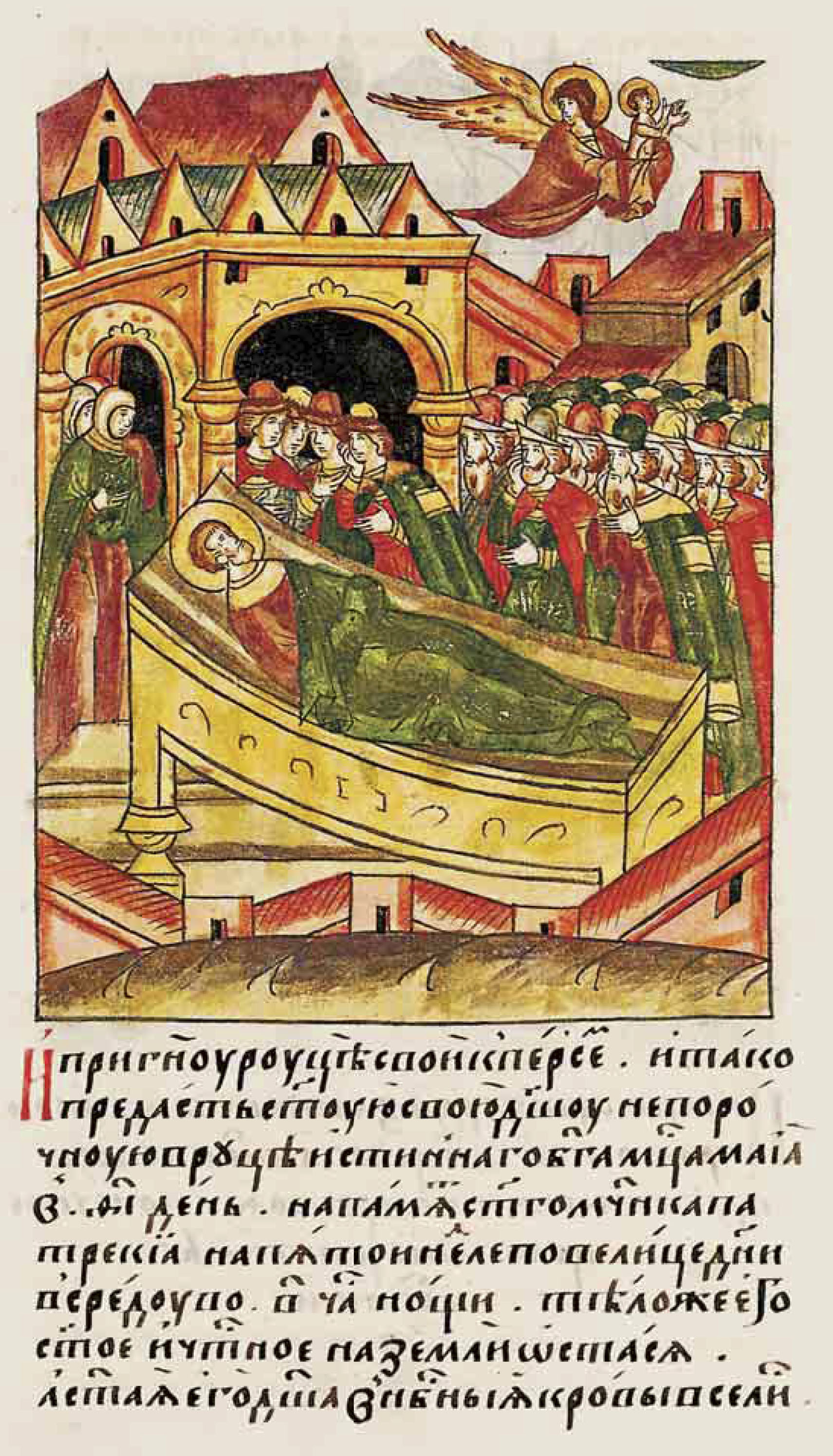
Смерть Дмитрия Ивановича Донского. Миниатюра из Лицевого летописного свода Ивана Грозного

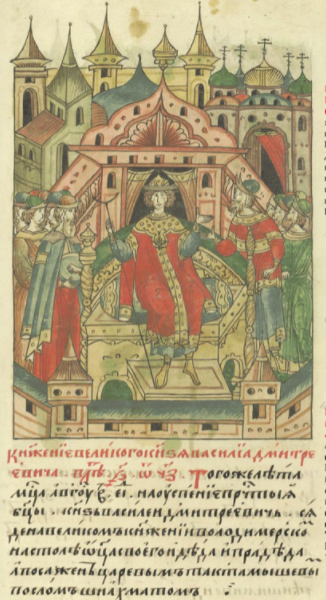
Василий I садится на московский престол. Миниатюра из Лицевого летописного свода Ивана Грозного

- Февраль — Дмитрий Донской рассорился с Владимиром Андреевичем. Несмотря на протесты Владимира, Донской отбирает у него Дмитров и Галич. Старейших бояр Владимира Храброго схватывают, разводят по различным городам и держат под стражей[12][13].
- Февраль — церковный собор под председательством патриарха Константинопольского Антония восстановил Киприана в сане митрополита Киевского и Всея Руси[14].
- 25 марта — рассорившиеся Дмитрий Донской и Владимир Андреевич заключают новое соглашение о владениях, по которому Владимир признаёт передачу Дмитрова и Галича великому князю, соглашается присягнуть старшему сыну, как наследнику и великокняжескому приёмнику[12][13].
- Конец апреля — тяжело заболевает сын Донского — Юрий Дмитриевич «но Бог миловал»[12].
- Начало мая — Дмитрий Донской завещает Можайское княжество своему сыну Андрею Дмитриевичу, в удел которого вошли также великокняжеские волости Белозерского княжества (часть из них принадлежали вдове великого князя Дмитрия Ивановича княгине Ефросинии Дмитриевне и перешли Андрею после её смерти)[15].
- 16 мая — Василий I Дмитриевич крестит своего родившегося сына Константина Дмитриевича[12][16].
- 19 мая — умирает Дмитрий Донской, который незадолго до своей смерти оставил духовное завещание, согласно которому великое княжение, как отчина великого князя, достаётся по отцовскому завещанию[16]:

— старший Василий I Дмитриевич, получает большую часть Москвы и Московского княжества (включая Коломну и ряд других городов). Отец наделял сына также территорией бывшего Владимирского княжества, присоединённого к своим владениям ещё в начале 60-х годов XIV века (включая Владимир, Переяславль-Залесский и другие города).
— Юрию Дмитриевичу достаётся: Звенигород, Галич и ряд других городов.
— Андрею Дмитриевичу достаётся: Можайск, Белоозеро, и Медынь.
— Петру Дмитриевичу достаётся: Дмитров.
— Ивану Дмитриевичу достаётся: московская волость Раменейца.
По завещанию предполагалось, что в случае смерти Василия I (тогда ещё бездетного) его удел, включая и великое княжение, переходит следующему по старшинству сыну. При составлении завещания присутствовали знатные бояре и духовник князя Сергий Радонежский и игумен Севастьян.
- По духовной грамоте Угличское княжество стала наследственным владением московских Рюриковичей[18].
- 20 мая — похороны Дмитрия Донского в Архангельском соборе Московского Кремля[16].

#### Правление Василия I Дмитриевича
- 1389—1425 — Василий Дмитриевич — великий князь московский и владимирский[19].
- 15 августа — Василий Дмитриевич во Владимире-на-Клязьме посажен ханским послом Шихматом на великое княжение «на столе своего отца и деда и прадеда»[16].
- 1389—1428 — Дмитров с прилегающими к нему волостями составил удельное Дмитровское княжество, выделенное князю Петру Дмитриевичу[20].
- Василий Дмитриевич после смерти отца ссорится со своим дядей Владимиром Андреевичем Храбрым, который отъезжает от него в Серпухов, а оттуда в Торжок, где и пребывал до начала января 1390 года[13][16].
- Лето — возможно, разорение ордынцами Рязанского княжества с целью военной добычи[21].
- Осень — Василий Дмитриевич засылает сватов к великому литовскому князю Витовту за его дочерью и невестой, которая вместе с большой свитой во главе с князем Иваном Ольгимонтовичем Голшанским приезжает во Псков. Псковичи провожают посольство до Великого Новгорода, а новгородцы с большим почётом до Москвы[16].
- 01 декабря — Василий Дмитриевич посылает навстречу невесты своего дядю Владимира Андреевича Храброго и митрополита Киприана с церковными иерархами. Киприан крестит невесту и нарекает ей имя — Софья[16].
- До 1389 — Кошка Фёдор Андреевич на переговорах со смолянами добился передачи Московскому великому княжеству волостей Товь и Медынь[22].
- 1389—1432 — Верея вошла в состав Можайского княжества[23].
- До 1389 — смоленский князь Святослав Иванович уступает Московскому княжеству Медынь и белозерскую волость Товь[24].
- Впервые в «Хождении митрополита Пимена в Царьград» упоминается Елец (сведения Никоновской летописи о существовании Ельца в 1146 году явно недостоверны)[25].

## Начало правления
См. также: Список глав государств в 1389 году
- 1389—1396 — королева Швеции Маргарита I Датская.
- 1389—1404 — Папа Бонифаций IX (ок. 1355—1404).
- 1389—1402 — султан Баязид I Йылдырым (Молния) (1354 (1360) — 1403). Сын Мурада I.
- 1389—1427 — князь, деспот Сербии Стефан, сын Лазаря (ок. 1377—1427). Признал венгерский протекторат над Сербией. Добился от венгров уступки Белграда, сделал его столицей.
- Ли Сонге — сын Ли Хванчжо, возводит на трон Кореи своего ставленника Конъяна.

## Родились
- 18 января — Ярослав Владимирович, князь боровско-ярославецкий, сын Владимира Андреевича Храброго[13].

## Скончались
- 19 мая — Дмитрий Донской, великий князь московский (с 1359) и владимирский (с 1362).
- 15 июня — Мурад I, третий султан Османской империи, правивший с 1362 года.